# La Malédiction du cobra
Pour plus de détails, voir Fiche technique et Distribution.
La Malédiction du cobra (Jaws of Satan en version originale) est un film américain, sorti en 1981.

## Fiche technique
- Titre : Jaws of Satan
- Réalisation : Bob Claver
- Scénario : James Callaway et Gerry Holland
- Photographie : Dean Cundey
- Pays d'origine : États-Unis
- Genre : horreur
- Date de sortie : 1981

## Distribution
- Fritz Weaver : Père Tom Farrow
- Gretchen Corbett : Dr Maggie Sheridan
- Jon Korkes : Dr Paul Hendricks
- Norman Lloyd : Monsignore
- Diana Douglas : Evelyn Downs
- Bob Hannah : Matt Perry
- Nancy Priddy : Elizabeth Perry
- Christina Applegate : Kim Perry